# Stjepan Filipović

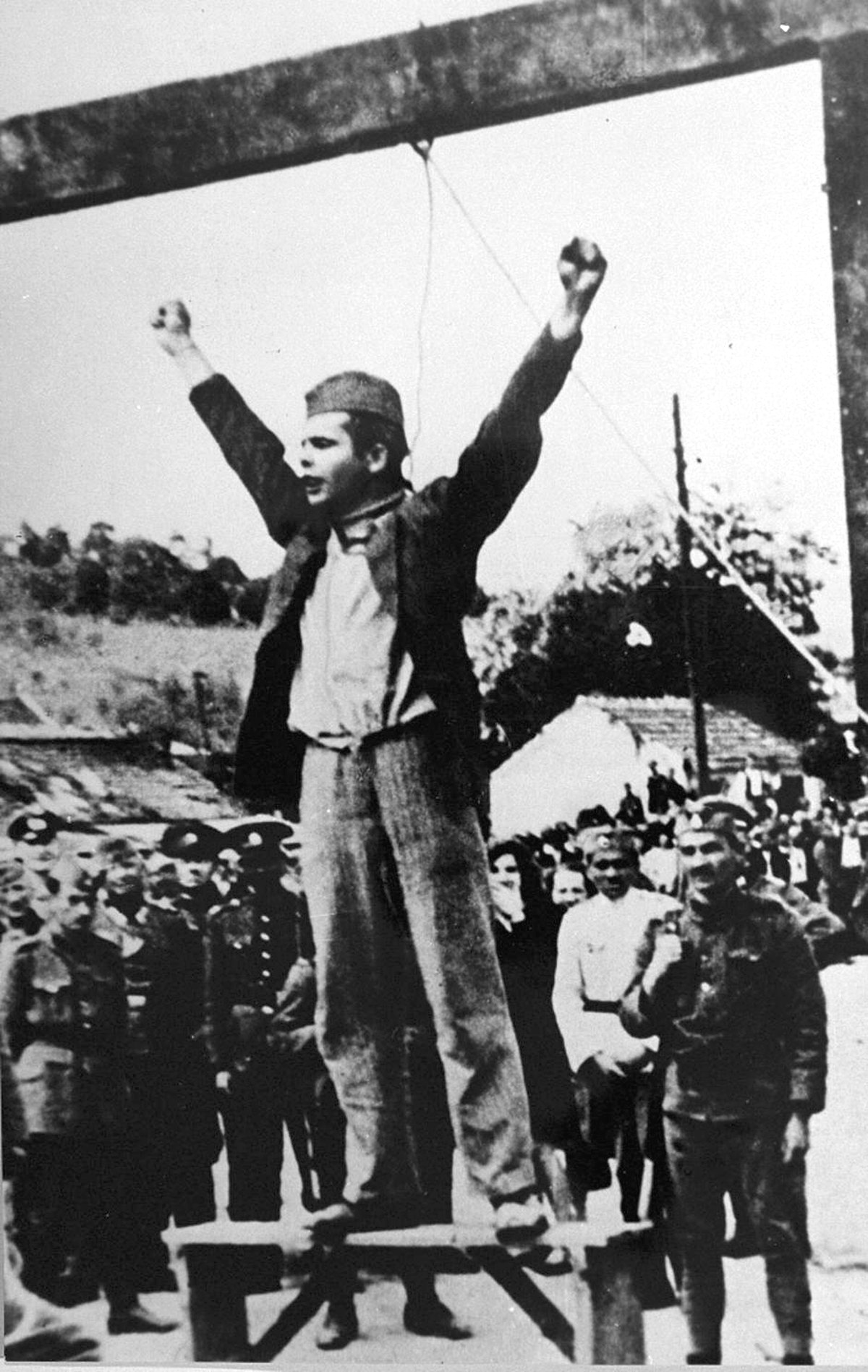
Filipović seconden voor zijn dood.

Stjepan Filipović (27 januari 1916, Opuzen - 22 mei 1942, Valjevo) was een Joegoslavische partizaan die geëxecuteerd werd tijdens de Tweede Wereldoorlog. Hij kreeg postuum de Orde van de Nationale Held.

## Levensloop
Filipović werd geboren op 27 januari 1916 in Opuzen, Kroatië, tijdens de nadagen van Oostenrijk-Hongarije. Voor de uitbraak van de Tweede Wereldoorlog woonde hij in Mostar en Kragujevac, in die tijd onderdeel van Joegoslavië. Hij sloot zich aan bij de arbeidersvakbond in 1937, maar werd gearresteerd in 1939 en veroordeeld tot een jaar cel, waarna hij zich aansloot bij de Communistische Partij van Joegoslavië in 1940.

### Partizaan
Filipović was de commandant van een groep partizanen genaamd de Tamnavsko-Kolubarski-groep in Valjevo rond 1941, die zich verzette tegen de Duitse bezetters, die Joegoslavië waren binnengevallen. Hij werd gevangengenomen op 24 februari 1942 door de Asmogendheden en vervolgens opgehangen in Valjevo op 22 mei 1942. Toen het touw om zijn nek werd gehangen, balde Filipović zijn vuisten en noemden de Duitsers en de Asmogendheden moordenaars, al schreeuwend "Smrt fašizmu", "Dood aan het fascisme, vrijheid aan het volk". Hij smeekte de Joegoslaven om zich te verzetten en maakte duidelijk dat ze nooit hun verzet moesten staken. Op datzelfde moment werd de beroemde foto genomen van Filipović die zijn vuisten balt. Later werd een standbeeld opgericht van Filipović, naar deze foto.

### Eerbetuigingen
Filipović kreeg postuum de Orde van de Nationale Held op 14 december 1949. In het stadje Valjevo staat een standbeeld ter ere van hem. Ook in Opuzen stond een standbeeld sinds 1968, maar deze werd neergehaald in 1991.